# Collin Samuel
Collin Samuel   (Manzanilla, 27 d'agost de 1981) és un exfutbolista de Trinitat i Tobago de la dècada de 2000.
Fou 24 cops internacional amb la selecció de Trinitat i Tobago.
Pel que fa a clubs, destacà a Falkirk, Dundee United, St Johnstone, Toronto FC i Luton Town FC.